# Kerzendemonstration (Bratislava)

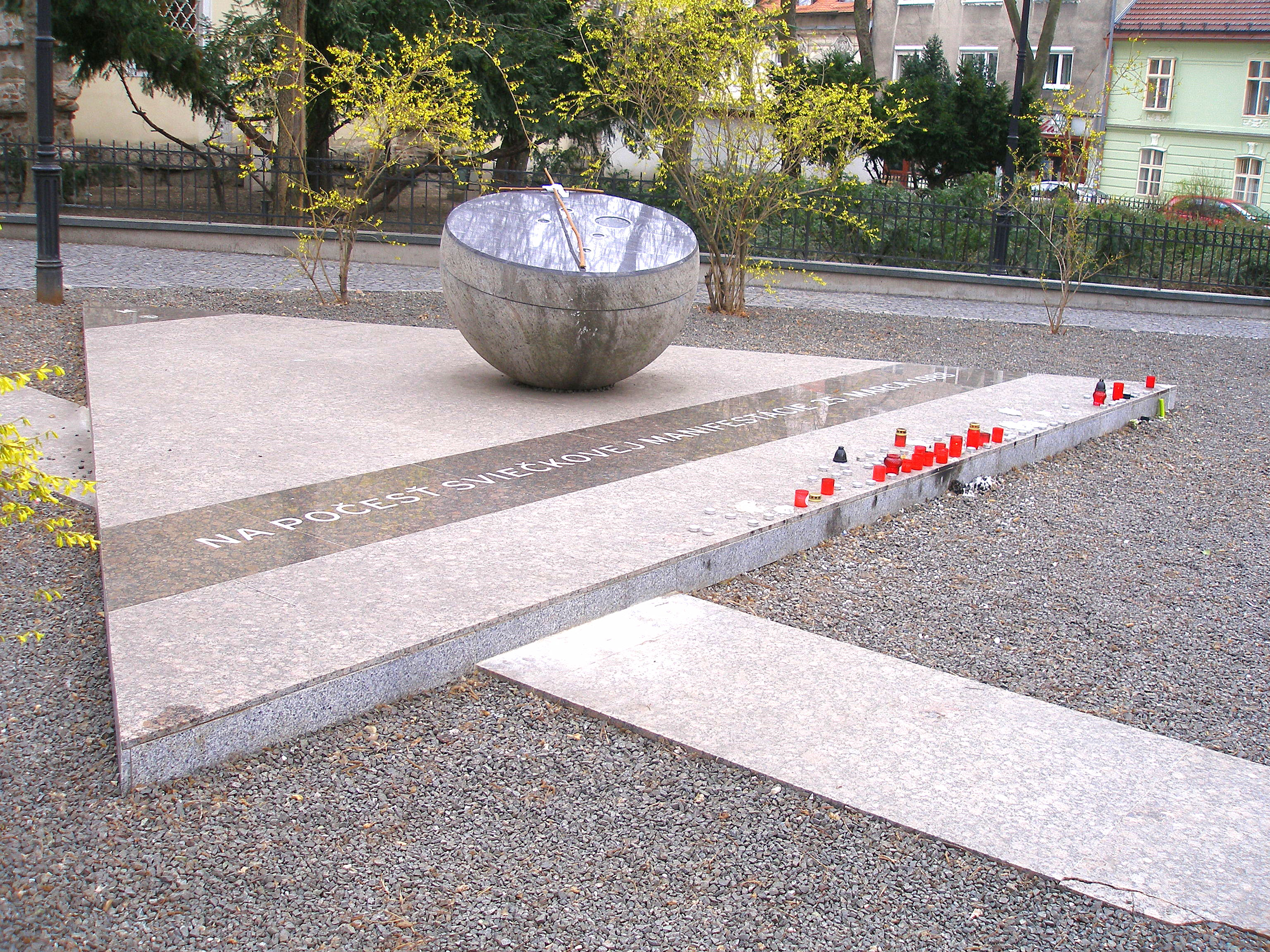
Denkmal auf dem Hviezdoslav-Platz

Die Kerzendemonstration (slowakisch Sviečková demonštrácia, Sviečková manifestácia oder auch Bratislavský Veľký piatok – „Bratislavaer Karfreitag“) war eine Demonstration am 25. März 1988 in Bratislava in der damaligen Tschechoslowakei gegen die kommunistische Regierung. Sie wurde von römisch-katholischen Dissidenten organisiert und war die erste große antikommunistische Demonstration in der Tschechoslowakei in den Achtzigern.
An der Demonstration nahmen rund 2.000 Menschen auf dem Hviezdoslav-Platz und ein paar tausend weitere Menschen in den umliegenden Straßen teil. Die anfangs ruhige Demonstration für Religionsfreiheit und Menschenrechte wurde von der Polizei niedergeschlagen. Entsprechende Nachrichten wurden beispielsweise vom ORF, Radio Free Europe, Voice of America, BBC und Radio Vatikan ausgestrahlt.
Der damalige slowakische Premierminister, der Innenminister, der Kulturminister und andere führende Persönlichkeiten verfolgten die „Operation“ aus dem Inneren des Hotels Carlton am Hviezdoslav-Platz.
Heute ist der 25. März in der Slowakei der Tag des Kampfes für die Menschenrechte.